# Zusatzweiterbildung Notfallmedizin
Die Zusatz-Weiterbildung Notfallmedizin ist eine in der Musterweiterbildungsordnung der deutschen Bundesärztekammer von 2018 (MWBO) aufgeführte Zusatzweiterbildung für Ärzte in einem Gebiet der unmittelbaren Patientenversorgung.

## Definition
Die Zusatzweiterbildung Notfallmedizin umfasst die Erkennung drohender oder eingetretener Notfallsituationen und die Behandlung von Notfällen sowie die Wiederherstellung und Aufrechterhaltung akut bedrohter Vitalfunktionen.

## Mindestanforderung
Um die Bezeichnung Notfallmedizin führen zu dürfen, müssen Ärzte
- über 24 Monate Weiterbildung in einem Gebiet der unmittelbaren Patientenversorgung im stationären Bereich an anerkannten Weiterbildungsstätten verfügen, davon
  - über 6 Monate in der Intensivmedizin, in Anästhesiologie oder in einer interdisziplinären zentralen Notaufnahme, und zusätzlich
- einen Weiterbildungskurs in Allgemeiner und spezieller Notfallbehandlung mit einem Umfang von 80 Stunden absolviert haben[2] sowie anschließend
- 50 Notarzteinsätze im öffentlichen Rettungsdienst (Notarzteinsatzfahrzeug oder Rettungshubschrauber) unter Anleitung eines verantwortlichen Notarztes, davon können bis zu 25 Einsätze im Rahmen eines standardisierten Simulationskurses erfolgen.

Bei der Anmeldung zur Weiterbildungsprüfung müssen der zuständigen Ärztekammer sämtliche Nachweise über die erfüllten Mindestanforderungen vorgelegt werden. Dazu gehören auch die Logbuch-Dokumentationen über alle durch die MWBO vorgegebenen Inhalte der Weiterbildung.

## Inhalte der Weiterbildung
Bei der Weiterbildungsprüfung muss man darlegen können, dass man Kenntnisse, Erfahrungen und Fertigkeiten unter anderem in folgenden Bereichen erlangt hat:
- Organisatorische, einsatztaktische Grundlagen
- Todesfeststellung und Leichenschau
- Untersuchung des Notfallpatienten
- Lagerung von Notfallpatienten und Herstellung der Transportfähigkeit
- Erkennung kritischer und lebensbedrohlicher Zustände
- Schockraummanagement
- Einleitung einer symptomorientierten Erstbehandlung bei
  - Bewusstseinsstörungen/neurologischen Defiziten
  - akuter Atemnot
  - Brustschmerz
  - Blutungen
  - Schock
  - Herzrhythmusstörungen
  - akutem Abdomen/Bauchschmerzen
  - psychischen Störungen
  - Fieber
- Durchführung und Befunderstellung des Elektrokardiogramms im Notfall
- Lagerung und Reposition bei Knochenbrüchen
- Reanimation, auch im Kindesalter
- Defibrillation und Kardioversion
- Thoraxentlastung, insbesondere Thoraxdrainage
- Intubation
- Notfallnarkose
- Blutstillung
- Anwendung von Notfallarzneimitteln
- Infusionstherapie
- Schmerztherapie.

Die Inhalte der Musterweiterbildungsordnung sind allerdings nur eine Empfehlung für die rechtsverbindlichen Weiterbildungsordnungen der Landesärztekammern, die hiervon abweichende Regelungen treffen können.